# Коновалов Микола Леонтійович
Микола Леонтійович Коновалов (8 квітня 1914, селище шахти Вірівка, тепер Добропільського району Донецької області — 19 липня 1971, місто Москва, Російська Федерація) — радянський державний діяч, 1-й секретар Мурманського обласного комітету КПРС, голова виконавчого комітету Мурманської обласної ради. Член Центральної Ревізійної комісії КПРС у березні — липні 1971. Депутат Верховної Ради РРФСР 5—7-го скликань. Депутат Верховної Ради СРСР 8-го скликання.

## Життєпис
Народився в родині робітника. З 1925 по 1930 рік був пастухом.
Закінчив Могилевський дорожньо-будівельний технікум.
До 1934 року працював дорожнім техніком на будівництві дороги Костюковичі—Хотимськ Білоруської РСР.
У 1934—1935 роках навчався в Ленінградській лісотехнічний академії.
У 1935—1945 роках — технік, старший диспетчер, технічний керівник, директор лісозаводу, головний інженер Умбського лісопромислового комбінату Мурманської області.
Член ВКП(б) з 1940 року.
У 1945—1948 роках — заступник секретаря з промисловості і транспорту, секретар із кадрів, у 1948—1950 роках — 2-й секретар, у 1950—1951 роках — 1-й секретар Кандалакшського міського комітету ВКП(б) Мурманської області.
У 1949 році закінчив Всесоюзний заочний лісотехнічний інститут у Ленінграді, інженер-технолог із механізації лісозаготівель і транспорту лісу.
У січні 1951 — вересні 1952 року — секретар Мурманського обласного комітету ВКП(б).
У вересні 1952 — червні 1953 року — головний інженер тресту «Мурманліс».
У червні 1953 — 1954 року — начальник Мурманського обласного управління культури.
У 1954 — червні 1959 року — секретар Мурманського обласного комітету КПРС.
9 червня 1959 — 2 грудня 1966 року — голова виконавчого комітету Мурманської обласної ради депутатів трудящих.
2 грудня 1966 — 19 липня 1971 року — 1-й секретар Мурманського обласного комітету КПРС.
Помер 19 липня 1971 року після важкої тривалої хвороби в Москві. Похований на старому цвинтарі міста Мурманська.

## Нагороди
- орден Леніна (1966)
- два ордени Трудового Червоного Прапора (1950, 1963)
- медаль «За оборону Радянського Заполяр'я» (1944)
- медаль «За доблесну працю у Великій Вітчизняній війні 1941—1945 рр.» (1945)
- медаль «За трудову доблесть» (1959)
- медаль «За доблесну працю. В ознаменування 100-річчя з дня народження Володимира Ілліча Леніна» (1970)
- медалі
- Почесна грамота Президії Верховної ради РРФСР (1964)